# La Clua (Sant Esteve de la Sarga)
La Clua es una localidad española del municipio de Sant Esteve de la Sarga, perteneciente a la provincia de Lérida, en la comunidad autónoma de Cataluña.

## Toponimia
El nombre del lugar puede aparecer referido por las variantes Clua de la Conca y La Clua.

## Historia
Hacia mediados del siglo XIX, el lugar, por entonces con ayuntamiento propio, tenía contabilizada una población de 40 habitantes. Aparece descrito en el sexto volumen del Diccionario geográfico-estadístico-histórico de España y sus posesiones de Ultramar de Pascual Madoz de la siguiente manera:

CLUA DE LA CONCA: l. con ayunt. en la prov. y dióc. de Lérida (18 horas), part. jud. y adm. de rent. de Tremp (5), aud. terr. y c. g. de Cataluña (Barcelona 44), está sit. al pie de un monte en un llano inclinado con direccion al N., defendido del viento S. y espuesto á los demas que le combaten fuertemente; pero principalmente el de O.: el clima aunque bastante frio es saludable: tiene 10 casas de un solo piso y de mala construccion, separadas unas de otras á corla dist.; hay igl. dedicada á la Virgen, aneja de la parr. de Alzamora, cuyo cura la sirve: el cementerio se halla contiguo á la misma. Cerca de las mismas casas hay una fuente que las abastece de agua, y es de muy buena calidad. El térm. confina N. con el de Castocent; E. con el de Torre de Amargós; S. con el de Alzamora, y O. con el de Monrebey; estendiéndose de N. á S. 3/4 de hora, y de E. á O. 1/2: el terreno es áspero, árido y pedregoso, compuesto en su mayor parte de monte comprendido en dos cuestas de bastante estension que se hallan en direccion al N., y otras dos de menos lat. hacia el S., con un plano inclinado que parte desde el punto donde está la pobl.: se encuentra en él algun arbolado de robles y matas bajas, roturándose algunos trozos de terreno comunal que al cabo de algunos años se dejan otra vez incultos. caminos: son de pueblo á pueblo, de herradura y malos; la correspondencia la reciben los interesados dos ó tres veces á la semana de la adm. de Tremp por encargo mutuo de los vec. que van á este punto. prod.: trigo, cebada, centeno, avena, lana y un poco de vino de mala calidad; la principal cosecha es la del trigo: se cria ganado lanar y cabrío y se mantiene el vacuno, mular, asnal, indispensable para las labores del campo: hay caza de conejos y perdices, lobos y zorras. pobl.: 7 vec., 40 alm. cap. imp.: 13,903 rs. contr.: el 14'28 por 100 de esta riqueza.
(Madoz, 1847, p. 484)

En la actualidad pertenece al municipio de Sant Esteve de la Sarga. En 2022, tenía empadronados 9 habitantes.